# Зоногон

Пример зоногона с восемью сторонами. Справа в нём проведены диагонали, соединяющие симметричные относительно его центра вершины.

Зоногон — центрально-симметричный выпуклый многоугольник.

## Эквивалентные определения

Многоугольник, не являющихся зоногоном, но имеющий лишь одну пару не параллельных сторон и лишь одну пару не равных сторон. Пунктиром показана сторона зоногона, который получится, если добавить любое из условий.

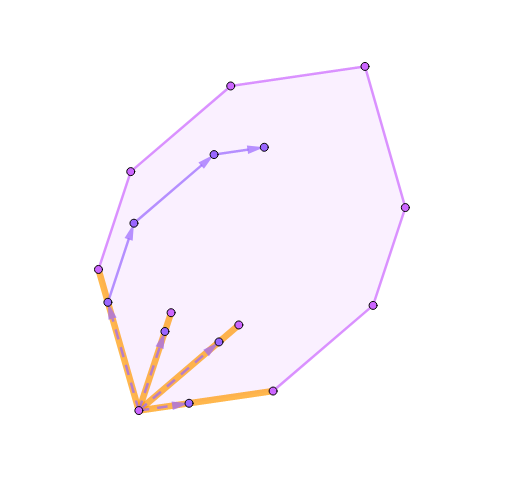
Зоногон на рисунке является суммой Минковского оранжевых отрезков: к любой его точке существует путь из векторов, подобных фиолетовым, лежащих на этих отрезках. Они не обязательно должны иметь общую вершину, как на рисунке, так как сумма Минковского множеств не зависит от их параллельного переноса.

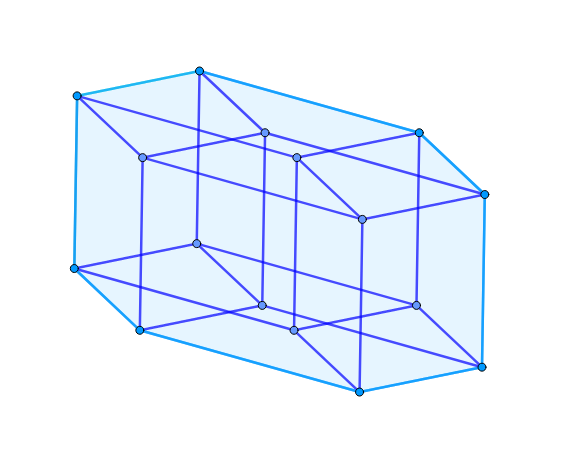
Граница проекции на плоскость четырёхмерного гиперкуба образует в общем случае зоногон с восемью сторонами.

- Зоногон — выпуклый многоугольник с чётным количеством сторон, которые можно разбить на пары равных и параллельных. На самом деле, достаточно требовать истинность обеих условий для всех пар сторон, кроме одной — для неё условие уже будет следствием, что нетрудно доказать по индукции по количеству сторон многоугольника. Однако пара сторон, параллельность и равенство которых не постулируется, обязательно должна быть одной и той же для обеих условий, иначе многоугольник уже не обязательно будет зоногоном: пример многоугольника, не являющегося зоногоном, в котором противоположные стороны лишь одной пары не параллельны и противоположные стороны лишь одной пары не равны, изображён на рисунке справа.
- Зоногон — выпуклый многоугольник с чётным количеством сторон, у которого все противоположные стороны и углы равны.
- Зоногон — сумма Минковского конечного числа отрезков на плоскости. Количество сторон полученного зоногона равно удвоенному количеству отрезков.
- Зоногон — граница проекции на плоскость гиперкуба некоторой размерности. Данное определение можно получить из предыдущего, пользуясь тем фактом, что гиперкуб является суммой Минковского своих рёбер, выходящих из одной вершины, и тем, что проекция суммы Минковского отрезков (как и любых других множеств) является суммой Минковского их проекций. При размерности гиперкуба {\displaystyle n} полученный зоногон имеет ровно {\displaystyle 2n} сторон в общем случае и не более {\displaystyle 2n} сторон в любом случае. Важно, что гиперкуб размерности {\displaystyle n} не обязательно должен проектироваться из {\displaystyle n}-мерного пространства на плоскость, содержащуюся в этом пространстве: например, проектируя куб с ребром {\displaystyle 2} из трёхмерного пространства на содержащуюся в нём плоскость, нельзя получить фигуру с диаметром меньше {\displaystyle 2}, так как таков диаметр вписанной сферы куба, чья проекция является кругом диаметра {\displaystyle 2} и содержится внутри проекции самого куба при любом его положении, а вот ортогональная проекция куба такого же размера с вершинами {\displaystyle (0,0,\pm 1,\pm 1,\pm 1)} из пятимерного пространства на плоскость, образованную всеми точками вида {\displaystyle (x,y,0,0,0)}, состоит и вовсе из одной точки — {\displaystyle (0,0,0,0,0)}. Данное уточнение влияет не только на размер получаемых зоногонов - некоторые зоногоны с точностью до подобия могут быть получены только проектированием гиперкуба на плоскость из пространства большей размерности, чем размерность самого гиперкуба.

## Частные случаи
- Параллелограмм - четырёхугольник, являющийся зоногоном. В частности, зоногонами являются ромб, прямоугольник и квадрат.
- Правильный многоугольник с чётным количеством сторон является зоногоном.

## Свойства
- Обобщение теоремы Монски: никакой зоногон не может быть разрезан на нечётное количество равных по площади треугольников. Этот факт был доказан тем же Паулем Монски после основной теоремы[1][2].

- Максимальное количество пар вершин, которые могут находиться на одинаковых расстояниях, в зоногоне с {\displaystyle n} сторонами равно {\displaystyle 2n-3}. Существуют зоногоны с количеством таких пар, равным {\displaystyle 2n-O({\sqrt {n}})} (см. «O» большое и «o» малое)[3].

- Любой строго выпуклый зоногон с {\displaystyle 2n} сторонами может быть разбит на {\displaystyle {\binom {n}{2}}={\frac {n(n-1)}{2}}} параллелограммов, причём среди них всегда на каждую пару возможных направлений сторон зоногона будет приходиться ровно один параллелограмм с такими же направлениями сторон[4]. Количества таких возможных разбиений для зоногонов с любыми количествами сторон даёт последовательность A006245 в OEIS.

- Для любого разбиения произвольного зоногона на параллелограммы (в любом возможном их количестве) найдётся по крайней мере три вершины зоногона, каждая из которых принадлежит всего лишь одному из параллелограммов[5].

## Способы уменьшения количества сторон

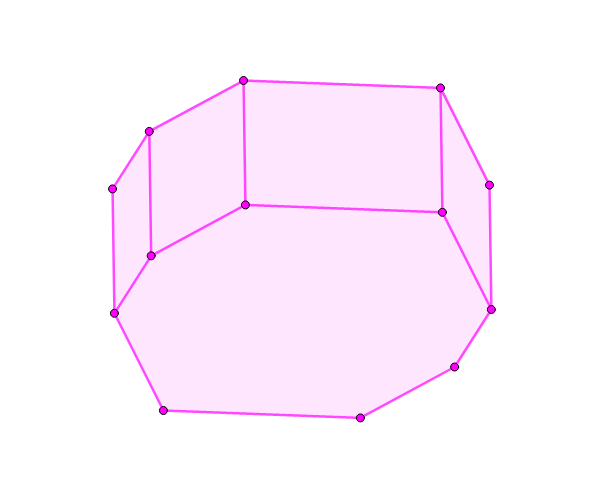
Отсечение слоя параллелограммов (четырёхугольных зоногонов).

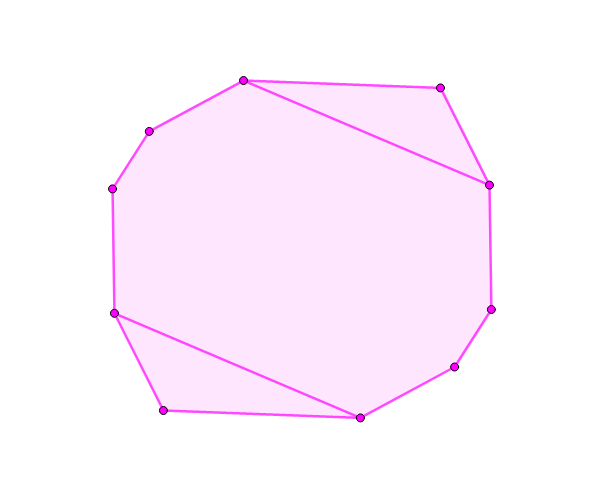
Отсечение двух противоположных вершин зоногона.

Указанные способы могут быть применены в индукции по количеству сторон зоногона по доказательству приведённых выше эквивалентных определений и свойств.
- Отсечение вершин — при помощи него, например, легко доказывается эквивалентность главного определения второму определению из раздела с эквивалентными определениями.
- Отсечение полос параллелограммов — помимо прочего, оно может быть использовано для доказательства свойств выше, связанных с разбиением зоногонов на параллелограммы полностью.

## Замощенияплоскости зоногонами
Все зоногоны с количеством вершин, большим четырёх, в замощениях ниже могут быть разбиты на зоногоны с меньшим количеством вершин при помощи рассечения слоёв параллелограммов, показанного на одном из рисунков выше. Также эти параллелограммы могут быть удалены из замощения, что будет равносильно «схлопыванию» зоногонов в некотором направлении.

### Замощения одним типом зоногонов
Четырёхугольники и шестиугольники, являющиеся зоногонами, являются также параллелогонами и допускают замощения плоскости собственными копиями, полученными только при помощи параллельного переноса.
| Замощения плоскости одним типом зоногонов | Замощения плоскости одним типом зоногонов |
| Замощение четырёхугольными зоногонами     | Замощение шестиугольными зоногонами       |
| ----------------------------------------- | ----------------------------------------- |
|                                           |                                           |

### Замощения двумя типами зоногонов
Данные замощения являются своего рода усечениями замощения плоскости параллелограммами (четырёхугольными зоногонами) по рёбрам и по вершинам соответственно.
| Замощения плоскости двумя типами зоногонов             | Замощения плоскости двумя типами зоногонов              |
| Замощение четырёхугольными и шестиугольными зоногонами | Замощение четырёхугольными и восьмиугольными зоногонами |
| ------------------------------------------------------ | ------------------------------------------------------- |
|                                                        |                                                         |

### Некоторые другие замощения
| Замощения плоскости несколькими типами зоногонов, включая восьми- угольные, полученные из замощений плоскости одним типом зоногонов | Замощения плоскости несколькими типами зоногонов, включая восьми- угольные, полученные из замощений плоскости одним типом зоногонов |
| Замощение четырёхугольными и восьмиугольными зоногонами                                                                             | Замощение четырёхугольными, шести- угольными и восьмиугольными зоногонами                                                           |
| Каркасы | Каркасы |
| --- | --- |
| | |
| Замощения | |
| | |
| В общем случае восьмиугольный зоногон задаёт два подобных замощения.                                                                | В общем случае восьмиугольный зоногон задаёт четыре подобных замощения.                                                             |

| Замощения плоскости четырёхугольными, шестиугольными и восьми- угольными зоногонами, полученные из замощений предыдущей таблицы | Замощения плоскости четырёхугольными, шестиугольными и восьми- угольными зоногонами, полученные из замощений предыдущей таблицы |
| Замощение, полученное из замощения четырёх- угольными и восьмиугольными зоногонами | Замощение, полученное из замощения четырёхугольными, шестиугольными и восьмиугольными зоногонами |
| Каркасы | Каркасы |
| --- | --- |
| | |
| Замощения | |
| | |
| В общем случае восьмиугольный зоногон задаёт четыре подобных замощения (двумя способами можно соединять сами восьмиугольники, а ещё двумя для каждого расположения восьмиугольников сгруппировать оставшиеся части плоскости в четырёхугольники и шестиугольники). | В общем случае восьмиугольный зоногон задаёт четыре подобных замощения, как и в случае слева. В данной мозаике, в отличие от той, что слева, четырёхугольники, участвующие в заполнении дыр в «кольцах» из восьми восьмиугольников, совпадают с четырёхугольниками, заполняющими дыры в «кольцах» из четырёх восьми- угольников — этот факт иллюстрирует возможность двоякого заполнения «колец» из восьми восьмиугольников (во втором варианте их четырёхугольники совпадали бы с четырёхугольниками из «колец» из шести восьмиугольников). |

### Некоторые способы «раздвигания» замощений
Замощения могут быть «раздвинуты» вдоль периодических разрезов между многоугольниками, а полученные щели могут быть заполнены полосами, приведёнными ниже. В первой таблице предыдущего раздела правое замощение было получено из левого при помощи
| Способы с равномерным чередованием сторон | Способы с равномерным чередованием сторон | Способы с равномерным чередованием сторон                                                                                               |
| ----------------------------------------- | ----------------------------------------- | --- |
| Период 1                                  |                                           | |
| Период 2                                  |                                           | |
| Период 3                                  |                                           | |
| Период 4                                  |                                           | При помощи данной полосы левое замощение из первой таблицы предыдущего раздела может быть превращено в правое замощение той же таблицы. |

| Способы со сторонами, встречающимися с разной частотой | Способы со сторонами, встречающимися с разной частотой | Способы со сторонами, встречающимися с разной частотой                                          |
| ------------------------------------------------------ | ------------------------------------------------------ | ----------------------------------------------------------------------------------------------- |
| Период 4                                               |                                                        | На границе данной полосы один тип сторон встречается в два раза чаще, чем любой из других двух. |

## Обобщения
- Зоноэдр (зонотоп) — многогранник, являющийся обобщением зоногона для трёхмерного пространства и пространств большей размерности. Иногда под зоноэдром подразумевают только трёхмерный многогранник, а под зонотопом - многогранник произвольной размерности.
- Можно рассматривать центрально-симметричный многоугольник, не являющийся выпуклым и даже несамопересекающимся. При этом для него будут верны только два первых определения из раздела «Эквивалентные определения» с соответственно убранными требованиями выпуклости. В некотором смысле такие многоугольники с небольшим количеством сторон всё ещё будут допускать замощения плоскости.